# Илия Илиев (възрожденец)
Вижте пояснителната страница за други личности с името Илия Илиев.
Илия Илиев Велков (1876 – 1941) е индустриалец, роден в с. Кряковци (днес квартал на Габрово).
През 1907 г. открива плетачна работилница. Построява край р. Янтра и фабрика за памучни и вълнени прежди, в която първоначално работят 80 души, по-късно борят им стига до 300.
С годините модернизира предприятието и построява към него предачница и жилища за работниците. По случай честването на 100 години българска индустрия Илия Илиев е награден с орден „Св. Александър“ V степен.
През 1922 г. Илиев подарява 15 хил. лв. за училища в Габровския край и със средствата се учредява фонд на името на дарителя. Лихвите от него трябва да се използват за дрехи и обувки за бедни ученици от околните села.
През 1927 г. Илия Илиев купува място на стойност 3 хил. лв. и го предоставя за ученическа градина, издържа безплатна трапезария в Габрово, дава големи суми за сиропиталището в с. Шипка, а също и на БЧК.
Ежегодно през зимните месеци дарява пари, дрехи или храна за ученическите трапезарии в околните села на стойност над 60 хил. лв., подарява облекло на войниците от българската армия.
През 1936 г. прави още един щедър жест – дарява заедно със съпругата си Радка около 140 хил. лв. за изографисване и иконописване на църквата в с. Бичкиня.
След смъртта на съпругата му и в нейна памет той решава да построи пансион за бедни ученици към основното училище в с. Етър, където децата от далечните села да получават подслон, храна и възпитание. Пансионът носи името на покойната му съпруга. Значителна част от издръжката се осигурява от дарителя, останалата – от общината.
„Той не е станал роб на своето богатство, смята го не за цел, а за средство, с което може да служи на народа си и да помага на бедните“ – така неговия съвременник Г. Пашев характеризира благотворителната му дейност.
Илия Илиев умира в Габрово. Целият град и околните села му отдават последна почит като заслужил стопански деец и щедър дарител.